# Emilio G. Segrè
Emilio Gino Segrè (1 tháng 2 năm 1905 – 22 tháng 4 năm 1989) là nhà vật lý học người Mỹ gốc Do Thái sinh tại Ý, đã đoạt Giải Nobel Vật lý năm 1959 chung với Owen Chamberlain cho công trình phát hiện ra các hạt phản proton, một phản hạt hạ nguyên tử.

## Cuộc đời và Sự nghiệp
Segrè sinh trong một gia đình Do Thái Sephardic  ở Tivoli, gần Roma. Ông vào học ngành khoa học kỹ thuật ở Đại học Rome La Sapienza, nhưng năm 1927, ông đổi sang học Vật lý học dưới sự hướng dẫn của Enrico Fermi và đậu bằng tiến sĩ năm 1928.
Sau một thời gian phục vụ trong quân đội Ý từ năm 1928 tới 1929, ông đã làm việc với Otto Stern ở Hamburg và Pieter Zeeman ở Amsterdam với tư cách một nghiên cứu sinh của Quỹ Rockefeller vào năm 1930. Segrè được bổ nhiệm làm giáo sư phụ tá môn vật lý học tại Đại học Rome năm 1932 và phục vụ cho đến năm 1936. Từ năm 1936 tới 1938 ông làm giám đốc Phòng thí nghiệm Vật lý ở Đại học Palermo.
Sau một cuộc viếng thăm Phòng thí nghiệm bức xạ Berkeley của Ernest O. Lawrence, ông đã được gửi một dải molybden từ bộ làm lệch ở máy gia tốc cộng hưởng từ (cyclotron) của phòng thí nghiệm năm 1937 mà đã phát ra các dạng bất thường của phóng xạ. Sau cuộc phân tích cẩn thận về mặt hóa học và lý thuyết, Segrè đã có thể chứng minh rằng một số bức xạ đã được sản xuất bởi một nguyên tố mà trước đây chưa được biết đến, được đặt tên là tecneti, và là nguyên tố hóa học tổng hợp nhân tạo đầu tiên, không phát sinh trong thiên nhiên.
Trong khi Segrè đang tới thăm California vào mùa hè năm 1938, thì chính phủ phát xít của Benito Mussolini thông qua đạo luật bài Do Thái, cấm các người Do Thái không được làm việc ở các trường đại học. Vì là một người Do Thái, bây giờ Segrè rơi vào tình trạng một người di cư vô thời hạn.
Tại Phòng thí nghiệm bức xạ Berkeley, Lawrence mời ông làm phụ tá nghiên cứu—một cương vị tương đối thấp đối với một người đã khám phá ra một nguyên tố—với mức lương 300 dollar Mỹ một tháng. Tuy nhiên, trong hồi ức Segrè, khi Lawrence biết được rằng Segrè bị mắc kẹt cách hợp pháp ở California, thì ông ta đã giảm lương của Segrè xuống còn 116 dollar Mỹ một tháng, điều mà nhiều người - kể cả Segrè - coi như là (Lawrence) lợi dụng tình thế bắt bí.
Segrè cũng làm giảng viên khoa vật lý ở Đại học California tại Berkeley..
Khi làm việc ở Berkeley, ông đã giúp phát hiện ra nguyên tố astatin và chất đồng vị plutoni-239 (mà sau này được dùng để chế tạo ra Fat Man, trái bom nguyên tử đã ném xuống Nagasaki của Nhật Bản). Tháng 4 năm 1944 ông thấy rằng Thin Man – trái bom bằng plutonium "kiểu súng"được đề nghị - sẽ không vận hành được (vì có các tạp chất Pu-240), vả lại ưu tiên đã dành cho trái bom Fat Man, trái bom "nổ" bằng plutonium.

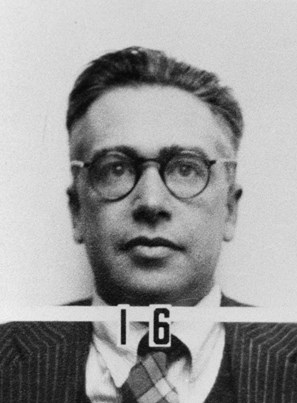
Hình huy hiệu thẻ căn cước của Segrè từ Phòng thí nghiệm Quốc gia Los Alamos.

Từ năm 1943 tới 1946 ông làm việc ở Phòng thí nghiệm Quốc gia Los Alamos với cương vị trưởng nhóm nghiên cứu của Dự án Manhattan. Năm 1944, ông nhập quốc tịch Mỹ và giảng dạy tại các trường Đại học Columbia, Đại học Illinois cùng Đại học Rio de Janeiro. Năm 1946, ông trở lại Đại học California tại Berkeley làm giáo sư Vật lý học và lịch sử khoa học tới năm 1972.
Giáo sư Segrè và Owen Chamberlain cùng dẫn đầu nhóm nghiên cứu ở Phòng thí nghiệm bức xạ Lawrence. Nhóm của họ đã đề xuất việc thí nghiệm để khám phá ra hạt phản proton và đây là nguyên nhân chủ yếu để xây dựng máy gia tốc hạt tên Bevatron ở Phòng thí nghiệm bức xạ Lawrence. Bevatron được thiết kế để đạt được năng lượng proton 6.2 {\displaystyle m_{0}c^{2}} trong đó mo là khối lượng nghỉ (rest mass) của proton. Với máy Bevatron mới, nhóm Segrè / Chamberlain đã sản xuất được hạt phản proton đầu tiên (như các hình ảnh trong phòng bong bóng (bubble chamber)) và hai người cùng đoạt giải Nobel Vật lý năm 1959 cho công trình của họ.
Năm 1974 ông trở lại Đại học Rome làm giáo sư Vật lý hạt nhân.

## Hoạt động khác
Segrè cũng là một nhiếp ảnh gia, và đã chụp ảnh nhiều sự kiện làm tài liệu cùng các nhân vật trong lịch sử khoa học hiện đại. Viện Vật lý Hoa Kỳ đã đặt tên bộ lưu trữ hình ảnh của viện là lịch sử vật lý học để vinh danh ông.

## Từ trần
Segrè qua đời ngày 22.4.1989 vì Nhồi máu cơ tim, thọ 84 tuổi.

## Tác phẩm
- E. Segrè (1953) Experimental Nuclear Physics.
- E. Segrè (1964) Nuclei and Particles
- E. Segrè (1970) Enrico Fermi, Physicist, University Of Chicago Press.
- E. Segrè (1980) From X-rays to Quarks: Modern Physicists and Their Discoveries (Dover Classics of Science & Mathematics), Dover Publications.
- E. Segrè (1984) From Falling Bodies to Radio Waves: Classical Physicists and Their Discoveries.
- E. Segrè (1993) A Mind Always in Motion: the autobiography of Emilio Segrè, University of California Press [ISBN 0520076273].